# Rolando Pušnik
Rolando Pušnik (nascut a Celje el 13 de desembre de 1961), és un exjugador d'handbol iugoslau, que va participar en els Jocs Olímpics d'Estiu de 1988 representant la selecció iugoslava, i als Jocs Olímpics d'Estiu de 2000 amb la selecció d'Eslovènia.
El 1988 va formar part de la selecció de Iugoslàvia que va guanyar la medalla de bronze a les Olimpíades de Seul. Hi va jugar tres partits com a porter.
Dotze anys més tard, fou vuitè amb la selecció d'Eslovènia a l'Olimpíada de 2000. Hi va jugar tots set partits com a porter.